# Катекс (Жерс)
Кастекс (фр. Castex) насеље је и општина у јужној Француској у региону Миди Пирене, у департману Жерс која припада префектури Миранд.
По подацима из 2011. године у општини је живело 94 становника, а густина насељености је износила 17,47 становника/km². Општина се простире на површини од 5,38 km². Налази се на средњој надморској висини од 242 метара (максималној 323 m, а минималној 217 m).

## Демографија
| 1962. | 1968. | 1975. | 1982. | 1990. | 1999. | 2011. |
| ----- | ----- | ----- | ----- | ----- | ----- | ----- |
| 131   | 154   | 120   | 100   | 87    | 88    | 94    |

График промене броја становника у току последњих година